# Csalánkiütés
A csalánkiütés (latinul urticaria) emlősökben illetőleg az emberben kialakuló vérsavógyülem (ödéma). Az egyike az allergiát kísérő bőrjelenségeknek. Viszkető, égető, fehér- vagy rózsaszínű, kölesnyi-ujjpercnyi, feszes és lapos felszínű kiemelkedések (csalángöbök), melyeket piros, bővérű udvar vesz körül. Hirtelen keletkeznek és gyorsan, percek alatt vagy legfeljebb 1—2 óra alatt eltűnnek. Külső behatások után, például a csalán érintése, szúnyog, poloska csípése után normális bőrön rendszerint csupán kevés csalángöb képződik. Nagy a gócok száma, ha a csalánkiütés túlérzékeny bőrön jelentkezik. Ebben az esetben gyakori az újrajelentkezés, valahányszor a bőr annak az anyagnak (gyógyszernek, tápszernek, anyagcsereterméknek) vagy külső fizikai behatásnak (melegnek, hidegnek, erőművi ingerlésnek) hatása alá kerül, amellyel szemben túlérzékeny. A csalánkiütés bőrelváltozása tulajdonképpen gyorsan múló gyulladás; utóbbinak székhelye a közönséges csalánkiütésnél az irha. Az ú. n. óriás csalánkiütésnél a bőr alatti kötőszövet is meglobosodik, savós izzadmánnyal ivódik át és ettől tyúktojásnyi és még nagyobb dudorok keletkeznek. A csalánkiütést a nyálkahártyák hasonló természetű elváltozásai kísérhetik; leggyakoribb a száj, az orr és a torok csalánkiütése. A hangrés csalánfoltszerű megduzzadása fulladást okozhat.
A háziállatok közül a lovaknál illetve a kutyáknál fordul elő. Kutyáknál a fejen vizenyős duzzanatok jöhetnek létre (ú.n. vízilófej). lovaknál az okozója általában allergén anyagok beszippantása.
Embereknél az allergiás tünetek többféle okból jöhetnek létre, így pl. bizonyos tápanyagok illetve gyógyszerek iránti érzékenység.

## Gyógyítása
A gyógyítás fő célja a kórokozó behatások kirekesztése és a bőr érzékenységének csökkentése. 